# Knema elegans
Knema elegans là một loài thực vật có hoa trong họ Myristicaceae. Loài này được Warb. mô tả khoa học đầu tiên năm 1897.